# Vezna posoda
Vezna posoda je posoda z več gladinami, v kateri je mirujoča kapljevina z določeno gostoto. Če je nad gladinami enak tlak, so vse v isti vodoravni ravnini. To je posledica dejstva, da tlak v mirujoči kapljevini ni odvisen od smeti.